# Swansea (kommun)
Swansea (kymriska: Abertawe), officiellt namn City and County of Swansea (kymriska: Dinas a Sir Abertawe), är en kommun i Storbritannien. Den ligger i riksdelen Wales, i den södra delen av landet, 270 km väster om huvudstaden London. Kommunen består av staden Swansea med kringliggande tätorter och landsbygd. Vid folkräkningen 2011 hade kommunen 239 023 invånare.

## Större orter
Följande samhällen finns i kommunen:
- Swansea
- Gorseinon
- Clydach
- Pontarddulais
- Bishopston
- Southgate
- Pontlliw
- Glais

## Communities
För visst lokalt självstyre är Swansea indelat i 41 communities:

- Birchgrove
- Bishopston
- Bonymaen
- Castle
- Clydach
- Cockett
- Cwmbwrla
- Dunvant
- Gorseinon
- Gowerton
- Grovesend and Waungron
- Ilston
- Killay
- Landore
- Llangennith, Llanmadoc and Cheriton
- Llangyfelach
- Llanrhidian Higher
- Llanrhidian Lower
- Llansamlet
- Llwchwr
- Mawr
- Morriston
- Mumbles
- Mynyddbach
- Penderry
- Penllergaer
- Pennard
- Penrice
- Pontarddulais
- Pontlliw and Tircoed
- Port Eynon
- Reynoldston
- Rhossili
- Sketty
- St. Thomas
- Three Crosses
- Townhill
- Uplands
- Upper Killay
- Waterfront
- Waunarlwydd

## Geografi
I kommunen finns:
- Bukter/vikar:
  - Bracelet Bay
  - Limeslade Bay
  - Mewslade Bay
  - Oxwich Bay
  - Pwlldu Bay
  - Rhossili Bay
  - Threecliff Bay

- Vattendrag:
  - River Tawe

- Öar:
  - Burry Holms
  - Worms Head